# Alakzat (heraldika)
Az alakzat a címerábra ritkán használt megnevezése.
Ezt a kifejezést helyesebb a szerkezeti heraldika szempontjából használni, olyan értelemben, mint amely a színekkel együtt a meghatározza a címerek különféle morfológiai és szerkezeti tulajdonságait.